# Rauch Fruchtsäfte
Rauch Fruchtsäfte is een Oostenrijkse fabrikant van dranken gevestigd in Rankweil (Vorarlberg). Rauch werd opgericht in 1919 en is al vier generaties lang een familiebedrijf.

## Geschiedenis
In 1919 richtte Franz Josef Rauch een bedrijf op voor de verwerking van appelsap; dit was bedoeld voor de boeren uit de omgeving. Tijdens het interbellum werd het verwerken van vruchten geïndustrialiseerd. Zodoende kon de firma verder uitbreiden en in 1962, inmiddels onder leiding van de volgende generatie, richtte Rauch zich ook op de internationale markt.
In de jaren zeventig was Rauch met de merken Happy Day en Bravo marktleider in Oostenrijk. Hier maakte het ook naam met een campagne in de jaren tachtig; een inhaker op een anti-rookreclame. Deze reclame had namelijk als slogan "Ohne Rauch geht’s auch", waar Rauch op reageerde met de leus "Ohne Rauch geht’s nicht, wenn man vom Fruchtsaft spricht".

## Onderdelen van Rauch
Tegenwoordig omvat de groep Rauch vier onderdelen:
- productie van eigen fruit- en vruchtensappen voor de consumentenmarkt;
- business-to-business-productie van fruitconcentraten en halffabricaten voor derden;
- afvullen van dranken in blik, glazen of petflessen voor derden;

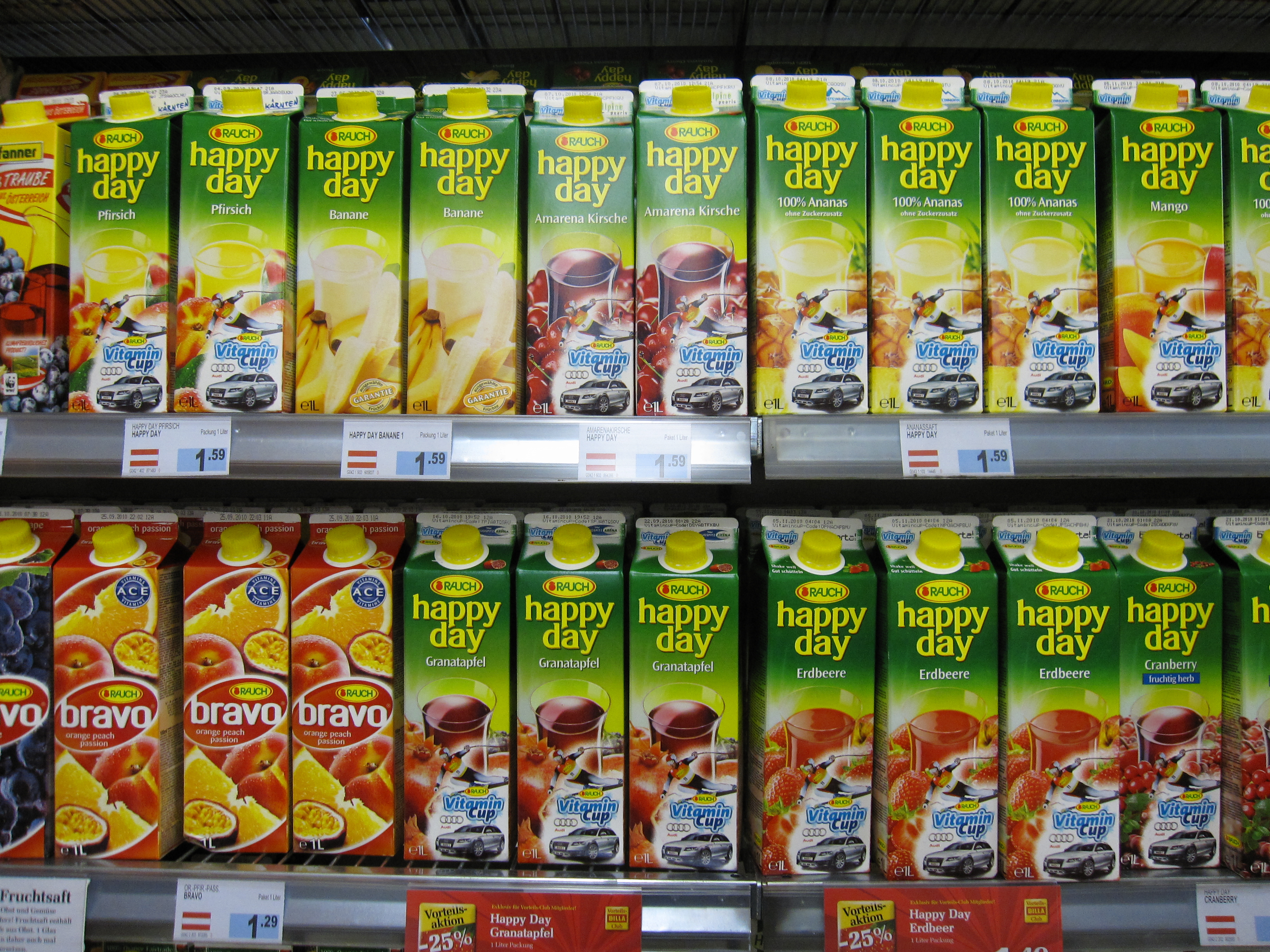
Verschillende vruchtensappen van Rauch (in Oostenrijk)

- de Brauerei Fohrenburg in Bludenz.

### Merken
- Bravo
- Happy Day
- Rauch Fresh: vers fruitsap
- Ice Tea: ijsthee
- Nativa: groene thee
- Yippy: fruitdranken voor kinderen
- Rauch Yellow
- Cafemio: iced coffee
- Sport Isotonic: sportdrank
- Fohrenburger: bier
- Franz Josef Rauch: gamma van twaalf vruchtensappen, in 2018 gelanceerd om het honderdjarig bestaan van het bedrijf te vieren.[1]

### Sportsponsoring

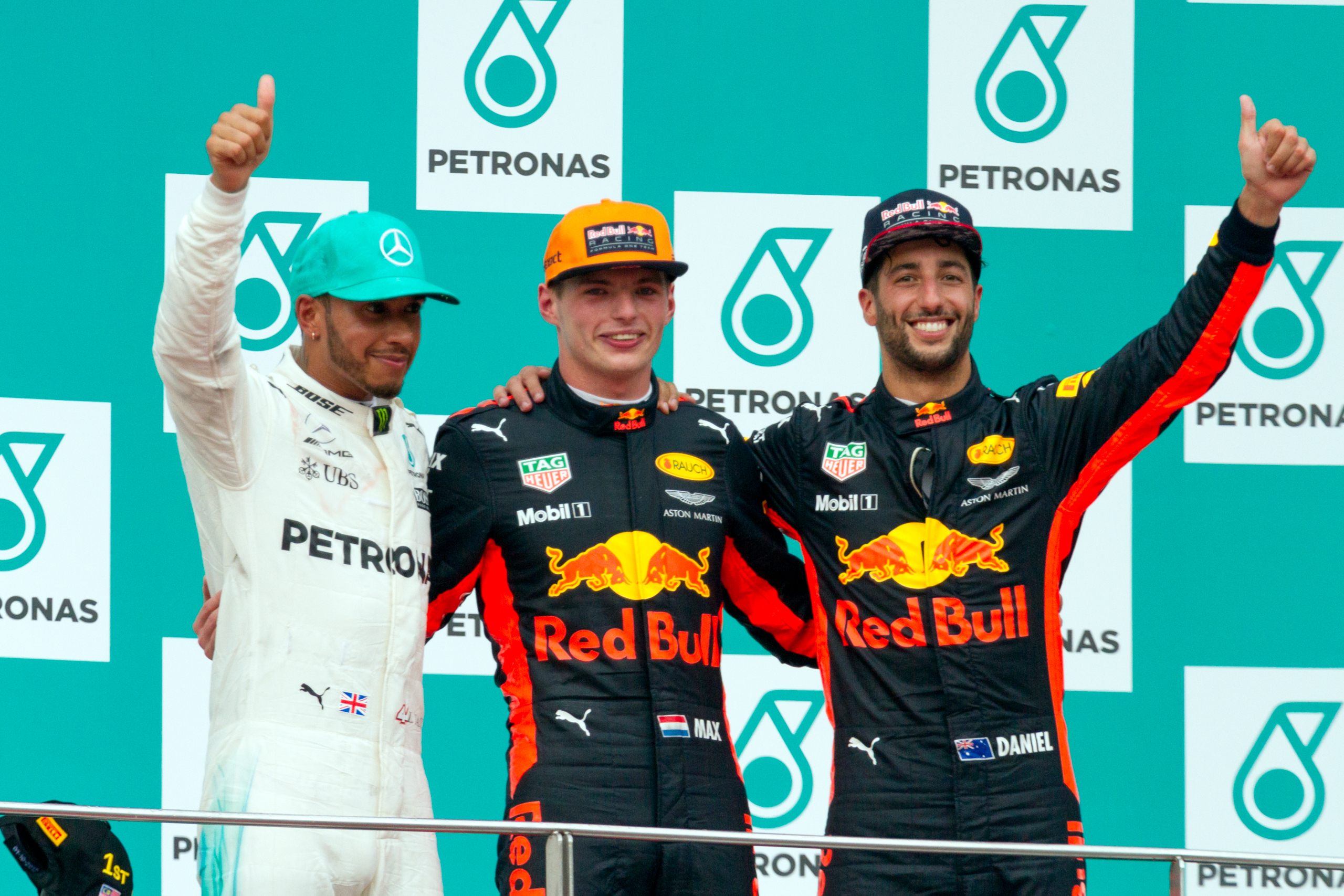
Max Verstappen en Daniel Ricciardo dragen het Rauch-logo op het podium van de Formule 1-GP van Maleisië 2017

Rauch is een sponsor in het alpineskiën, voetballen, Formule 1 en beachvolleybal. In het skiën sponsort Rauch verschillende wereldbekerwedstrijden en tevens individuele skiërs zoals Anna Veith en Petra Vlhová. Rauch is ook een co-sponsor van Red Bull Racing in de Formule 1 en partner van de voetbalploegen Red Bull Salzburg en RB Leipzig. Rauch was een van de sponsors van de wereldkampioenschappen beachvolleybal 2017 in Wenen.